# Acanthogylippus judaicus
Acanthogylippus judaicus es una especie de arácnido del orden Solifugae y de la familia Gylippidae. Es la única especie del género Acanthogylippus.

## Distribución geográfica
Se encuentra en Israel.